# Пфаннер, Франц

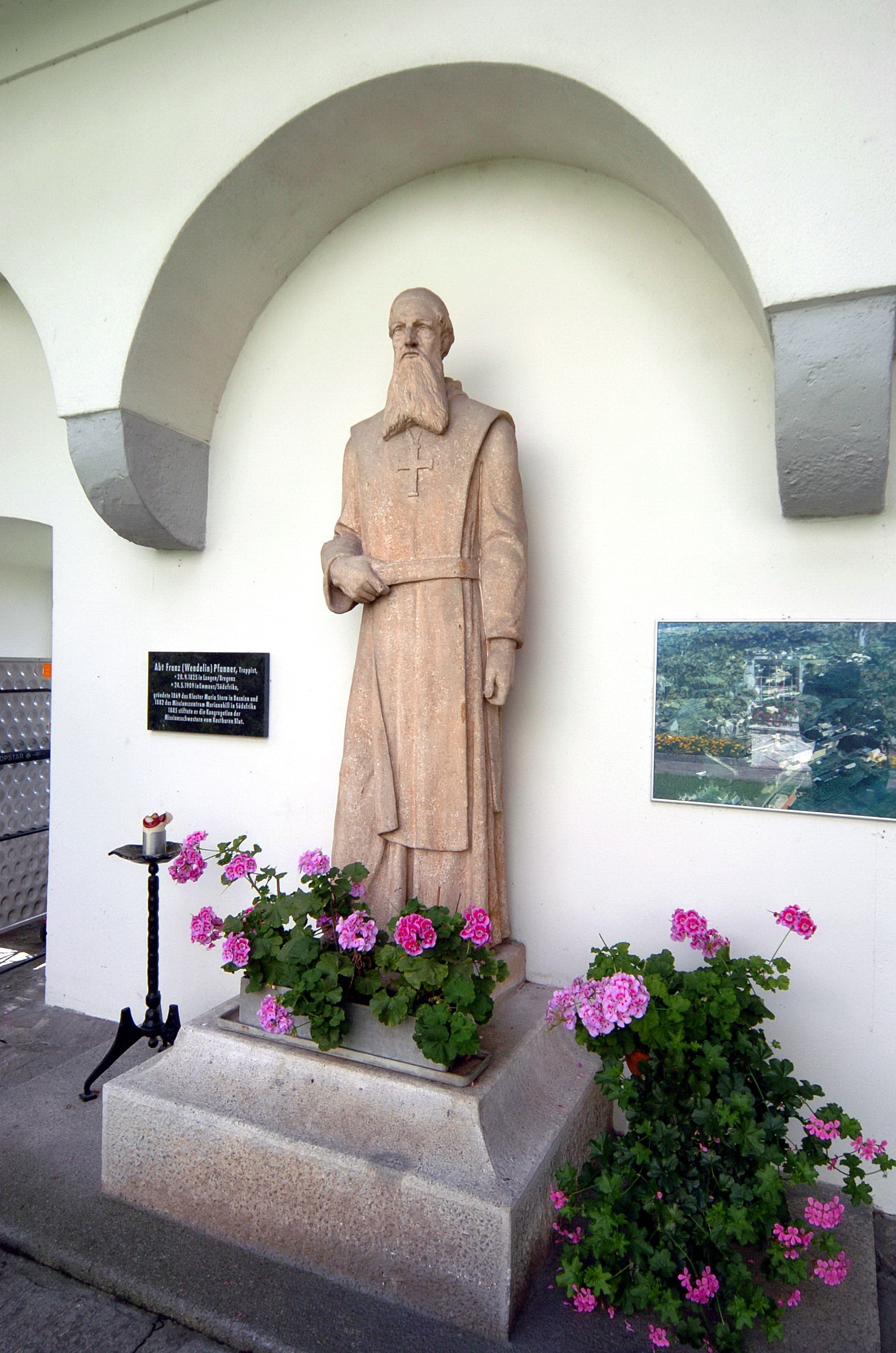
Статуя Франца Пфаннера в Вернбергском монастыре, Австрия

Франц Пфаннер в миру Венделин Пфаннер (нем. Franz Pfanner; 21 сентября 1825, Ланген-бай-Брегенц, Форарльберг, Австрийская империя — 24 мая  1909, Эммаус, Наталь, Южная Африка) — австрийский католический церковный деятель, монах-траппист, миссионер, основатель мужской монашеской конгрегации миссионеры из Марианхилла, аббат, Слуга Божий.

## Биография
Обучался в Инсбруке. Решив стать священником, изучал философию в Падуе, затем — богословие в Бриксене, где был рукоположен в 1850 году. Служил викарием. Девять лет спустя был назначен военным капелланом австрийской армии, сражавшейся в то время с армией Наполеона III в Италии. Затем, с 1859 года несколько лет был исповедником Сестёр Милосердия в Аграме (ныне Загреб).
В 1862 году в Риме познакомился с монахами Ордена цистерцианцев строгого соблюдения. В ожидании разрешения своего епископа подать заявление о приёме в орден, в 1863 году отправился в паломничество в Святую Землю. Позже был принят монахом в орден траппистов в Айфеле. Участвовал в восстановлении римского аббатства Тре Фонтане.
После того, как Пфаннер выполнил эту миссию, он отправился в сегодняшнюю Боснию, чтобы основать там монастырь траппистов. Весной 1869 года в Баня-Луке заложил основы монастыря, который был возведен в статус аббатства в 1879 году. В 1872 году стал его настоятелем.
В 1880 году вместе с группой из 31 монаха отправился в Южную Африку для проповеди Слова Божьего среди кафиров. Жил в сложных африканских условиях, пока 26 декабря 1882 года не основал монастырь Марианнхилл близ Дурбана, а 27 декабря 1885 года стал его аббатом. Там же основал конгрегацию Сестёр Драгоценной Крови, насчитывающую более 300 человек. В 1893 году ушёл в отставку и жил в миссии в Эммаусе, где оставался до самой смерти.
Франц Пфаннер считал, что духовное правило траппистов в аббатстве Марианхилл было чрезмерно строгим, и потому являлось препятствием для развития миссионерского дела в Южной Африке. Со своими единомышленниками в 1882 году создал отдельную конгрегацию с более мягким уставом — мужскую монашескую конгрегацию миссионеры из Марианхилла. Согласно Уставу конгрегация объединяла священнослужителей, приносящих монашеские обеты послушания, целомудрия и нищеты, монашествующих братьев и мирян, желавших участвовать в деятельности конгрегации.
2 февраля 1909 года Римский папа Пий X отделил монастырь Марианхилл от трапистского ордена и 21 марта 1936 году Устав новой конгрегации, основанный на Правиле святого Бенедикта, был окончательно утверждён.
В 1981 году начался процесс беатификации Франца Пфаннера.